# La Boissière, Jura
La Boissière är en kommun i departementet Jura i regionen Bourgogne-Franche-Comté i östra Frankrike. Kommunen ligger i kantonen Arinthod som tillhör arrondissementet Lons-le-Saunier. År 2022 hade La Boissière 64 invånare.

## Befolkningsutveckling
Antalet invånare i kommunen La Boissière
Referens:INSEE